# Wasowski odnaleziony: Ktoś zbudził mnie
Wasowski odnaleziony: Ktoś zbudził mnie – album złożony z archiwalnych piosenek Jerzego Wasowskiego, śpiewanych przez niego samego i akompaniującego sobie na pianinie. Producent muzyczny Krzysztof Herdzin dopisał do oryginalnych nagrań sekcję rytmiczną i orkiestrę. Część z kompozycji nigdy wcześniej nie była publikowana.
Na płycie znajdują się cztery duety Jerzego Wasowskiego z Ireną Santor, Anną Marią Jopek, Dorotą Miśkiewicz i Moniką Borzym. 
Wydawnictwo ukazało się 3 grudnia 2013 nakładem Sony Music Entertainment Poland.

## Lista utworów
1. "Ktoś zbudził mnie" (Jerzy Wasowski – Ryszard Marek Groński, Antoni Marianowicz)
2. "A Lot Of Money" (Jerzy Wasowski – Antoni Marianowicz)
3. "To ona" (Jerzy Wasowski – Ryszard Marek Groński, Antoni Marianowicz)
4. "Lubmy się" (Jerzy Wasowski – Anna Borowa)
5. "Trzy pejzaże ze snu" (Jerzy Wasowski – Anna Borowa)
6. "Chcemy być oszukiwani" (Jerzy Wasowski – Ryszard Marek Groński, Antoni Marianowicz)
7. "Polityka i moralność" (Jerzy Wasowski – Ryszard Marek Groński, Antoni Marianowicz)
8. "Czy on śpi z nią" (Jerzy Wasowski – Antoni Marianowicz)
9. "Fortuna kołem się toczy" (Jerzy Wasowski - Ryszard Marek Groński, Antoni Marianowicz)
10. "Śmierć ptaka"  (Jerzy Wasowski – Jeremi Przybora)
11. "Jak w teatrze"  (Jerzy Wasowski – Antoni Marianowicz)
12. "Lubię być szczęśliwa"  (Jerzy Wasowski – Antoni Marianowicz)
13. "Zenobia"  (Jerzy Wasowski – Antoni Marianowicz)
14. "Dyplomata"  (Jerzy Wasowski – Antoni Marianowicz)
15. "Mnie za to płacą"  (Jerzy Wasowski – Antoni Marianowicz)
16. "Freuda teoria – znów"  (Jerzy Wasowski – Anna Borowa)
17. "Widmo komercjalizmu"  (Jerzy Wasowski – Anna Borowa)